# Tetragnatha subclavigera
Tetragnatha subclavigera är en spindelart som beskrevs av Embrik Strand 1907. Tetragnatha subclavigera ingår i släktet sträckkäkspindlar, och familjen käkspindlar.
Artens utbredningsområde är Kongo. Inga underarter finns listade i Catalogue of Life.